# Centre for Contemporary Cultural Studies
El Centre for Contemporary Cultural Studies (CCCS) fou un centre de recerca de la Universitat de Birmingham, Anglaterra. Va ser fundat dins 1964 per Richard Hoggart, qui fou el seu primer director. El seu objecte d'estudi era el camp llavors nou d'estudis culturals. Va romandre obert fins al seu tancament el 2002.